# Криницька Лідія Антонівна
Криницька Лідія Антонівна (5 липня 1898, с. Потуржин Люблінська губернія, Російська імперія, нині Люблінського воєводства, Польща — 23 серпня 1966, Харків, УРСР, СРСР) — українська радянська актриса, читець, театральний педагог. Народна артистка УРСР (1954). Кавалер ордена «Знак Пошани».

## Життєпис
У 1922—1923 рр. навчалася у Київському музично-драматичному інституті.
Працювала в театрі «Березіль» Леся Курбаса.
У 1926—1929, 1931—1936, 1937—1966 рр. працювала у Харківському українському драматичному театрі ім. Т. Шевченка. У 1962—1963 рр. викладала у драматичній студії при театрі.
У 1929—1931 рр. працювала в Одеському українському театрі революції.

## Ролі у виставах
- Тарасівна ("Народний Малахій" М. Куліша);
- Бочкарьова ("Платон Кречет" О. Корнійчука);
- Параска ("В степах України" О. Корнійчука);
- Наталка Ковшик ("Калиновий гай" О. Корнійчука);
- Катерина Безсмертна ("Чому посміхалися зорі" О. Корнійчука);
- Марина ("Приїздіть у Дзвонкове" О. Корнійчука);
- Стеха ("Назар Стодоля" Т. Шевченка);
- Фенна Степанівна ("Шельменко-денщик" Г. Квітки-Основ’яненка);
- Інгігерда ("Ярослав Мудрий" І. Кочерги);
- Діана Михайлівна ("Не називаючи прізвищ" В. Минка);
- Енн Кросбі ("За другим фронтом" В. Собка);
- Лимериха ("Лимерівна" за П. Мирним);
- Пріська Притичиха, ("Повія" за П. Мирним);
- Ганна Андріївна ("Ревізор" за М. Гоголем);
- Мати ("Тарас Бульба" за М. Гоголем);
- Марфа Петрівна ("Російські люди" К. Симонова);
- Ганна ("Васса Желєзнова" М. Горького);
- Ксенія ("Єгор Буличов та інші" М. Горького);
- Баронеса ("Між зливами" О. Штейна);
- Еболі ("Дон Карлос" Ф. Шіллера);
- Мадам де Грассен ("Євгенія Гранде" за О. де Бальзаком);
- Марія Тюдор (за однойм. драмою В. Гюґо).

## Ролі у фільмах
- «Над Черемошем» (1954, реж. Г. Крикун);
- «Лимерівна» (1955, реж. В. Лапокниш).